# Анрі Бертело
Анрі Матіас Бертело (фр. Henri Mathias Berthelot 1861, Фер — 1931, Париж) — французький дивізійний генерал.

## Біографія
Народився у 1861 році в Фері. У 1883 році закінчив Особливу військову школу Сен-Сір, згодом академію Генерального штабу.
З 1907 року розпочав військову службу в Генеральному штабі. З початком першої світової війни — начальник штабу головнокомандувача Жозефа Жоффра. З 23.01.1915 по 03.08.1915 рр. — Командував 53-ю дивізією і XXXII корпусом під Верденом. 22 вересня 1916 року очолив військову місію в Румунії. У 1917 році направив в Київ військову місію на чолі з генералом Жоржом Табуї.
Після виходу Румунії з війни з 5 липня 1918 по 7 жовтня 1918 командував 5-ю армією в Шампані. З листопада 1918 по травень 1919 рр. — Командувач Дунайської армією. В Бухаресті вів переговори з генералом Дмитром Щербачовим про надання допомоги Денікінцям зі сторони Французької республіки.
З березня 1919 р. — Головнокомандувач військами союзників на Балканах.
З 10 жовтня 1919 по 01 січня 1922 — військовий губернатор Меца. З 05 березня 1923 по 07 грудня 1926 — військовий губернатор Страсбурга. Член вищої військової ради Франції (30.01.1920-07.12.1926).